# 北九州市立浅川中学校
北九州市立浅川中学校（きたきゅうしゅうしりつあさかわちゅうがっこう）は、福岡県北九州市八幡西区にある北九州市立の中学校。同区の最西端に位置する中学校である。

## 概要
通称「浅川中」または「浅中」（あさちゅう。校章のデザインが、浅の字の下に、中の字を鳥が羽を広げたようにデザインしたものを合わせた形であるためそう読める）。産業医科大学周辺が校区であり、学校創設当時から県内有数の進学校である東筑高校への進学者が多く、そのため以前から文教地区である同校校区に移住する家族も多くいる。さらに周辺の宅地開発が進み、いわゆる団塊ジュニア世代が通学していた開校当初から約20年弱にわたり、総クラス数30前後、生徒数1,000人前後のマンモス校であった。近年、校区内を含む区域が、北九州学術研究都市として開発されるなどしたこともあり、生徒数も最も少なかった時で750人強、以前に比較すれば生徒数は減少したものの、少子化にもかかわらず毎年1学年7～9クラス（各学年特別支援学級1クラスを含むため、普通学級は各6～8クラス）あり、令和4年（2022年）5月1日時点では28クラス（単式24、特別支援学級4）、生徒数は919人で、次に多い同区永犬丸中の21クラス（うち特別支援1）728人を大幅に上回り北九州市で最もクラス数および生徒数の多い中学校である。

## 沿革

### 経緯
当校創立前は、現校区は北九州市立本城中学校および北九州市立折尾中学校の校区であったが、1978年の産業医科大学開学と前後して、本城西団地、光貞台など、周辺の宅地開発が進み、大学関係者や、多くの従業員を抱えていた新日本製鐵および関連企業の従業員を中心に、団塊ジュニア世代の子供を持つ家族が多く住むようになったため、同地区の年少者人口が増加。1982年、小学生人口の増加に対応して、北九州市立光貞小学校が開校。その後、光貞小学校と北九州市立浅川小学校の全校区、および北九州市立医生ケ丘小学校の校区の一部を校区として、1984年、当校が開校した。
山の一部を切り崩して作られたため、開校当時は北側（現在の浅川学園台2丁目）は山林であり、校門も東側の福岡県道11号有毛引野線に面する位置（現在の浅川学園台交差点の位置）にあったが、その後周辺がさらに宅地開発されたため、現在は浅川学園台の住宅地の一角に位置する形になっている。

### 年表
- 1984年4月1日 - 開校。校区は本城中学校、折尾中学校各校の校区の一部を割譲、併合。
- 1984年7月17日 - プールおよび部室竣工
- 1992年2月28日 - テニスコート工事完了
- 1993年11月20日 - 創立10周年記念式典。校訓碑寄贈
- 1995年7月26日 - JR九州折尾駅コンコースに美術部による壁画完成
- 2004年10月9日 - 創立20周年記念式典
- 2005年4月 - 養護学級新設
- 2019年8月21日 - 野球部が全国中学校軟式野球大会で初優勝

## 教育方針
学校教育目標
- 心豊かで、自らで未来を創造する力を持った生徒の育成
- 時を守り、場を清め、礼を正す人間の育成

学校経営方針
- すべての教育活動の中で、校訓「自主・協同・信頼」の精神を充実・深化させ、責任と義務を自覚し、社会に貢献できる人間の育成を図る。
- 学校は、人が人を教育する場であることを踏まえ、「全員参加、率先垂範、師弟同行」を指導基盤として生徒の教育にあたる。
- 養護教育理解を深め養護教育の充実に努める。

重点目標
1. 心豊かな生徒の育成
2. より良き社会の構成員としての規範意識やきまりを守る態度の育成
3. いじめや不登校の解決
4. 生徒の基礎学力の向上
5. 生徒指導・安全指導の充実
6. 養護教育・特別支援教育の理解と充実
7. 人生の問題解決学習としての進路指導
8. 地域や保護者に信頼される、開かれた学校
9. 公教育としての説明責任を果たす学校
10. 危機管理意識を持って教育にあたる
11. 研究部を設け、道徳教育や学校評価、総合的な学習の時間について、調査・研究を行う

## 学校行事
1学期
- 4月 始業式/入学式/授業参観/家庭訪問
- 5月 1年生ふれあい活動/体育大会
- 6月 期末考査
- 7月 生徒総会/終業式/夏休み

2学期
•8月 夏休み/始業式/課題テスト
- 9月 中間考査
- 10月 2年生修学旅行/生徒会改選
- 11月 学校開放週間/文化学習発表会/教育相談/期末考査
- 12月 3年生クラスマッチ/個人懇談会/終業式/冬休み

3学期
- 1月 冬休み/始業式/実力テスト
- 2月 新入生説明会/読書発表会/期末考査
- 3月 惜別式/1,2年生クラスマッチ/卒業式/修了式

## 学区
福岡県北九州市
- 八幡西区
  - 浅川一丁目、二丁目、三丁目
  - 浅川学園台一丁目、二丁目、三丁目、四丁目
  - 浅川台一丁目、二丁目、三丁目
  - 浅川日の峯一丁目、二丁目、三丁目、四丁目
  - 浅川町
  - 大字浅川
  - 医生ケ丘
  - 大浦一丁目、二丁目、三丁目
  - 千代ケ崎三丁目（10番を除く）
  - 藤原一丁目（1番の一部を除く）、二丁目、三丁目、四丁目
  - 光貞台一丁目、二丁目、三丁目

- 若松区（暫定）
  - 大字小敷
  - 大字塩屋
  - ひびきの

## 交通
- 北九州市営バス「浅川中学校前」「浅川学園台」より徒歩3分

## 著名な関係者

### 出身者
- 鈴木浩介 - 俳優
- 永井謙佑 - サッカー選手。福岡大学サッカー部所属時に、U-20サッカー日本代表、広州アジア大会サッカー日本代表、2009年度アビスパ福岡特別指定選手、2010年度ヴィッセル神戸特別指定選手等を経て、現在名古屋グランパス所属。
- こゑだ - supercellのゲストボーカル。ニコニコ動画で活動する歌い手。
- 石田洸介 - 陸上選手
- 敷田直人 - プロ野球審判員
- 菅田雅香 - 陸上競技（長距離）。日本郵政グループ女子陸上部所属。